# アインシュタイン (お笑いコンビ)
アインシュタインは、吉本興業（東京本社）所属のお笑いコンビ。2011年4月結成。2人とも大阪府出身。

## メンバー
稲田 直樹（いなだ なおき、1984年〈昭和59年〉12月28日 - ）（40歳）
ボケ担当、立ち位置は向かって左。
大阪府四條畷市出身。
身長175 cm、体重60 kg。血液型A型。NSC大阪校28期出身。
結成以前はコンビ「バンパイア」を組み、解散後はピン芸人として活動していた。

河井 ゆずる（かわい ゆずる、1980年〈昭和55年〉11月28日 - ）（44歳）
ツッコミ担当、立ち位置は向かって右。本名、河井 譲（読み同じ）。
大阪府大阪市北区出身。
身長177 cm、体重63 kg。血液型B型。NSC大阪校26期出身。
結成以前は同期の山名文和（現・アキナ）とコンビ「河井山名」を組み、解散後はピン芸人として活動していた。

## 来歴
- 稲田からのラブコールに河井が根負けする形[5]で、2010年11月にユニット「ゴリラーズ」を結成[3]。なお、結成日は2011年4月としている[6]。
- 2010年12月、baseよしもとプチbメンバーに昇格。
- 2011年のオールザッツ漫才（毎日放送）でFootCutバトル優勝。2014年においても同番組のコーナー「ドリームジャンボ1分バトル」にて優勝を果たした。
- baseよしもと→5upよしもとに出演していたが、2014年2月に卒業。
- 2020年4月1日より大阪よしもとから東京よしもとに移籍[7]、活動拠点を関西から東京へ移した。

## 概要
- 2011年より定期開催されているユニットライブ・アキナ牛シュタインのメンバー。
- 2017年のM-1グランプリの敗者復活戦で最後の4組まで残ったことに2人とも自信を持ったようで、ケンドーコバヤシから「少年から男になった」と賞賛された。
- 2019年1月14日に発表された『よしもと男前・ブサイク芸人ランキング』では稲田が3年連続ブサイク芸人1位、河井が男前芸人3位[注 1]となった[8]。
- 2019年のMｰ1グランプリでは準決勝で次点（10位）により敗退、敗者復活戦に出場。2017年に引き続き最後の4組まで残るも和牛・ミキ・四千頭身に続く4位で敗退した。

## 芸風
芸風は主に漫才。形式はコント漫才が多く、稲田が「もー顔捨てたろかな」と言うなど顔に対する自虐をツカミにするが、漫才に入ってからは顔イジりよりも会話のやりとりで笑いを取るスタイルになる。

## 出囃子
locofrank「START」

## 受賞歴
- 2016年 - 第1回上方漫才協会大賞 大賞
- 2018年 - 第53回上方漫才大賞 奨励賞ノミネート[9]
- 2018年 - 第48回NHK上方漫才コンテスト 優勝
- 2019年 - 第54回上方漫才大賞 奨励賞ノミネート[10]

## 賞レースでの戦績

### M-1グランプリ
| 年度             | 結果         | エントリー No. | 敗者復活戦               | 備考 |
| ---------------- | ------------ | -------------- | ------------------------ | ---- |
| 2010年（第10回） | 3回戦進出    |                |                          |      |
| 2015年（第11回） | 準決勝進出   | 68             | 予選27位、敗者復活戦17位 |      |
| 2016年（第12回） | 準決勝進出   | 211            | 予選29位、敗者復活戦14位 |      |
| 2017年（第13回） | 準決勝進出   | 2114           | 予選15位、敗者復活戦4位  |      |
| 2018年（第14回） | 準々決勝進出 | 2940           |                          |      |
| 2019年（第15回） | 準決勝進出   | 84             | 予選10位、敗者復活戦4位  |      |
| 2020年（第16回） | 準々決勝進出 | 2408           |                          |      |
| 2021年（第17回） | 準決勝進出   | 3582           | 敗者復活戦7位            |      |
| 2022年（第18回） | 準々決勝進出 | 3787           |                          |      |
| 2023年（第19回） | 準々決勝進出 | 711            |                          |      |

### その他
- 第99回キタイ花ん 優勝
- 2011年 オールザッツ漫才 優勝
- 2012年 第10回MBS漫才アワード 決勝進出
- 2012年 THE MANZAI 認定漫才師
- 2013年 THE MANZAI 認定漫才師
- 2014年 オールザッツ漫才 優勝
- 2015年 第2回NHK新人お笑い大賞 決勝進出
- 2016年 第46回NHK上方漫才コンテスト 決勝進出
- 2016年 第3回NHK新人お笑い大賞 決勝進出
- 2016年 キングオブコント 準決勝進出[11]
- 2017年 第47回NHK上方漫才コンテスト 決勝進出
- 2017年 キングオブコント 準々決勝進出[12]
- 2018年 第48回NHK上方漫才コンテスト 優勝
- 2018年 キングオブコント 準々決勝進出[13]
- 2018年 第5回NHK新人お笑い大賞 決勝進出
- 2019年 キングオブコント 準々決勝進出[14]
- 2020年 キングオブコント 準決勝進出

## 出演

### テレビ

#### レギュラー番組
現在の出演番組
- ラヴィット! （TBSテレビ 、2021年10月 - ） - 火曜隔週レギュラー
- 痛快！明石家電視台（毎日放送、2019年10月21日 - ） - 隔週レギュラー
- アインシュタインのオタスケシュタイン（キャッチネットワーク、2021年11月 - ）
- アインシュタインの出没!ひな壇団（中国放送、2022年4月16日 - ） - MC
- アイ=ラブ!げーみんぐ ～○○さんがオンラインになりました～（テレビ朝日、2022年10月 - ）- MC
- あれみた?（MBSテレビ、2023年4月24日 - ）- メインキャスト

過去の出演番組
- 名門!モウカリマッカー学園 〜西梅田校新聞部〜（テレビ大阪、2019年1月19日 - 2020年3月20日）
- アキナ・和牛・アインシュタインのバツウケテイナー（サンテレビ、2016年4月5日 - 2020年3月31日）
- あさパラ!（読売テレビ、2018年4月28日 - 2021年3月） - 月1程度
  - あさパラS（読売テレビ、2021年4月 - 2025年3月）- 不定期出演
- ウチのガヤがすみません!（日本テレビ）
- 今ちゃんの「実は…」（朝日放送テレビ、2019年5月8日 - 2022年10月26日）[15]
- アインシュタインの愛シタイン（毎日放送、2021年1月15日 - 3月26日、2022年1月12日 - 2023年3月25日）
- バズッChuLaTV （TOKYO MX1、2021年4月9日 - 2023年6月1日）- MC

#### 特別番組
＊MCもしくはメインキャスト
- オールザッツ漫才（毎日放送、2018年 - 2022年） - MC
- 俺たちのストリートファイト（読売テレビ、2018年11月13日・2020年3月24日・12月19日・2021年6月26日）- MC
- ヤングナフェス2018（NHK総合、2018年11月26日） - MC
- アインシュタインと3人のわかままマダム 秋の京都行列のできる店並んどきました!（関西テレビ、2019年11月9日）[16]
- STU48×アインシュタイン 瀬戸内少女応援団（関西テレビ、2020年3月22日） - MC[17]
- 僕らの灰春（朝日放送、2020年8月13日） - MC
- アインシュタインとB女芸人の九州リモートデート（大分朝日放送、2020年11月28日）[18]
- アインシュタイン&見取り図の旅はゴクせまQ（読売テレビ、2022年3月5日）- MC
- 本気で出しちゃってもいいかしら?（読売テレビ、2022年3月19日）- MC
- 月バラナイト（TBS）
  - 褒めコメ辞典（TBS、2022年4月18日・4月25日）- MC
- 水曜NEXT!（フジテレビ）
  - カイゾー人間!増殖中（2022年4月28日・5月5日）- MC
  - リッチマンDATE〜社長の本気デート見せてください〜（2022年7月21日、10月30日）- MC
- アインシュタインのご当地チェーン店グルメ旅 瀬戸内篇（中国放送、2022年9月28日）[19]
- アインシュタインの“なみだ喫茶ハモカラ”泣かずには教えない思い出曲を生ハモリ（フジテレビ、2022年12月14日）- MC[20]
- 逆からランキングSHOW 底が知りたい（テレビ東京、2022年12月20日）- MC[21]
- 週間 ヤバミちゃん（東海テレビ、2022年12月30日）- MC
  - ヤバみちゃんと7日間〜リアルな生き様、丸裸〜（東海テレビ、2023年6月4日）- MC[22]
- 火曜NEXT!（フジテレビ）
  - 下剋上バラエティ ゲノジョーコクジョーノゲ（2023年8月1日・8月8日）- MC[23]
- SBCスペシャル（信越放送）
  - アインシュタインの北信濃満喫したいン!（2024年6月26日）[24]

### web番組
- Barアインシュタイン（cookpadLive、2019年10月14日 - ）
- アイントット（FANY Channel、2021年6月25日配信（全2回））
- カラフル〜笑いの力で77億再生〜（Amazonプライム・ビデオ、2020年9月11日 - 18日） - 笑いの精鋭[25]

### ラジオ
現在のレギュラー番組
- アインシュタイン・山崎紘菜 Heat&Heart!（2020年4月5日 - 、文化放送）
- アッパレやってまーす!（2020年4月 - 、毎日放送） - 火曜日レギュラー[26]

過去のレギュラー番組
- アインシュタインのヒラメキラジオ（京都放送、2017年4月8日 - 2018年10月2日）
- TENGA Presents Midnight World Cafe 〜TENGA茶屋〜（FM OSAKA、2013年4月13日 - 2020年3月28日）
- アインシュタイン灰春ナイト（2023年4月3日 - 2025年3月30日、朝日放送ラジオ）

特番
- アインシュタインの相対性ラジオ（NHK-FM、2019年2月18日 - 3月1日の平日）

### ドラマ
- 火曜ドラマ おカネの切れ目が恋のはじまり（2020年9月15日 - 10月6日、TBSテレビ系） - 河井：鶴屋春人 役、稲田：猪ノ口保 役
- 土曜プレミアム イチケイのカラスSP（2023年1月14日、フジテレビ系） - 傍聴マニア 役[27]

### CM
- LINE『LINE：モンスターファーム』（2022年11月） - WEB CM